# زوفی مکلنبورگ
زوفی مکلنبورگ  (انگلیسی: Sophie of Mecklenburg-Güstrow؛ زاده ۴ سپتامبر ۱۵۵۷ درگذشته ۱۴ اکتبر ۱۶۳۱) یک نجیب‌زادگی اهل آلمان بود.